# Türkyurdu, Şehitkamil
Türkyurdu là một xã thuộc huyện Şehitkamil, tỉnh Gaziantep, Thổ Nhĩ Kỳ. Dân số thời điểm năm 2011 là 116 người.